# Этюды (Дебюсси)

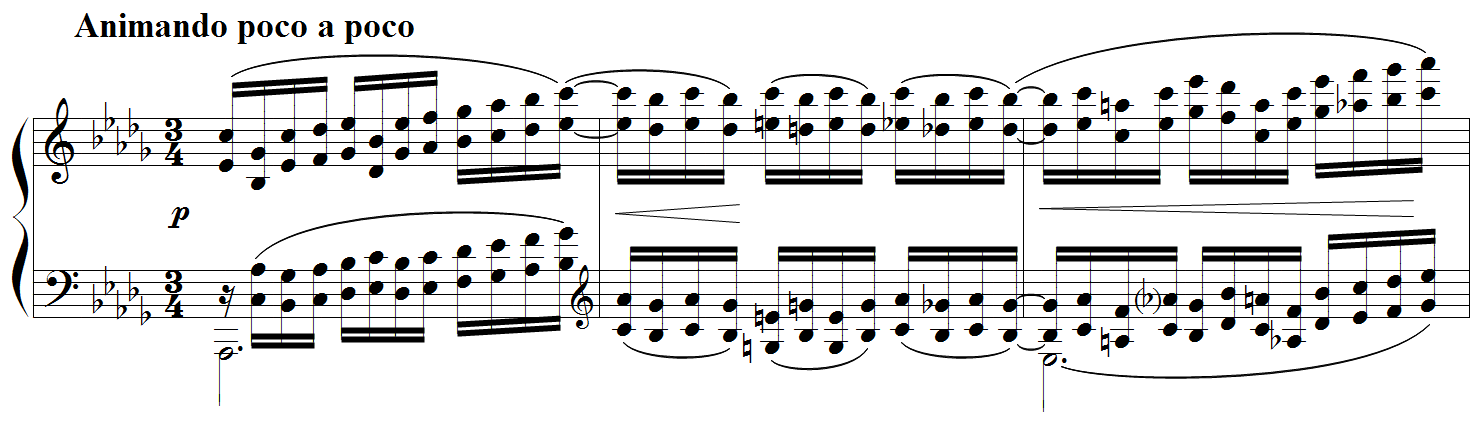
Этюд № 4, отрывок

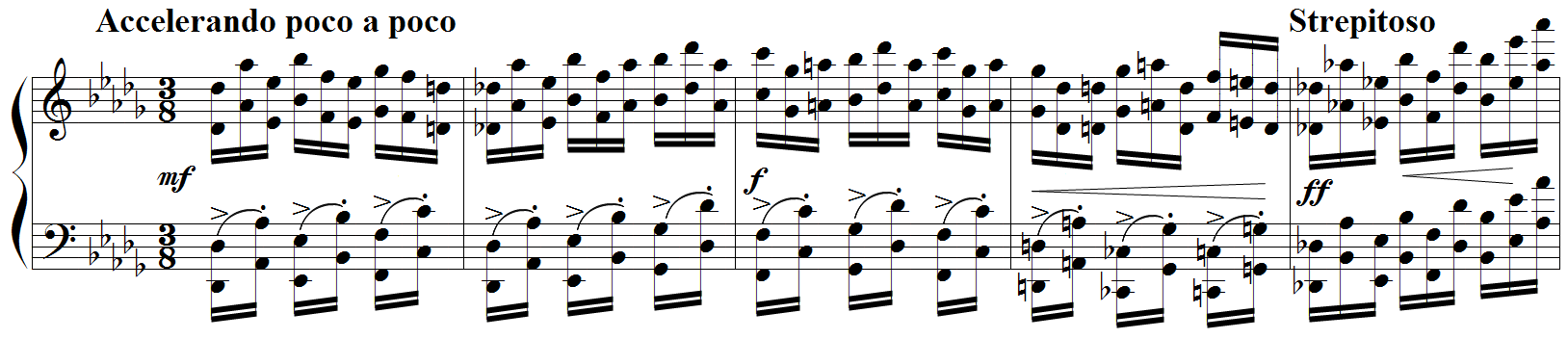
Этюд № 5, отрывок

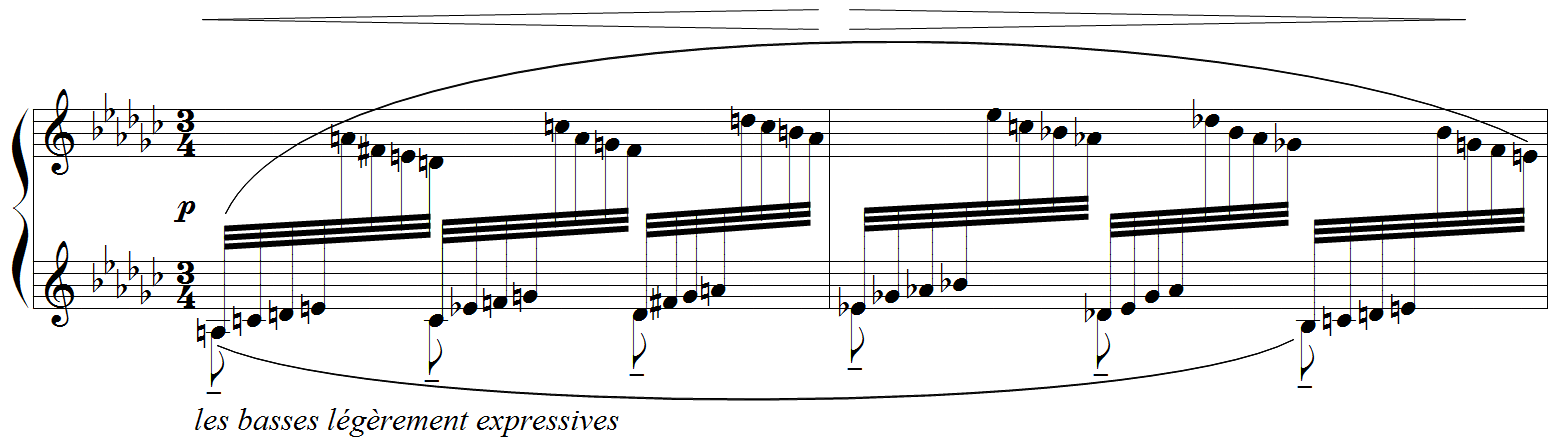
Этюд № 6, отрывок

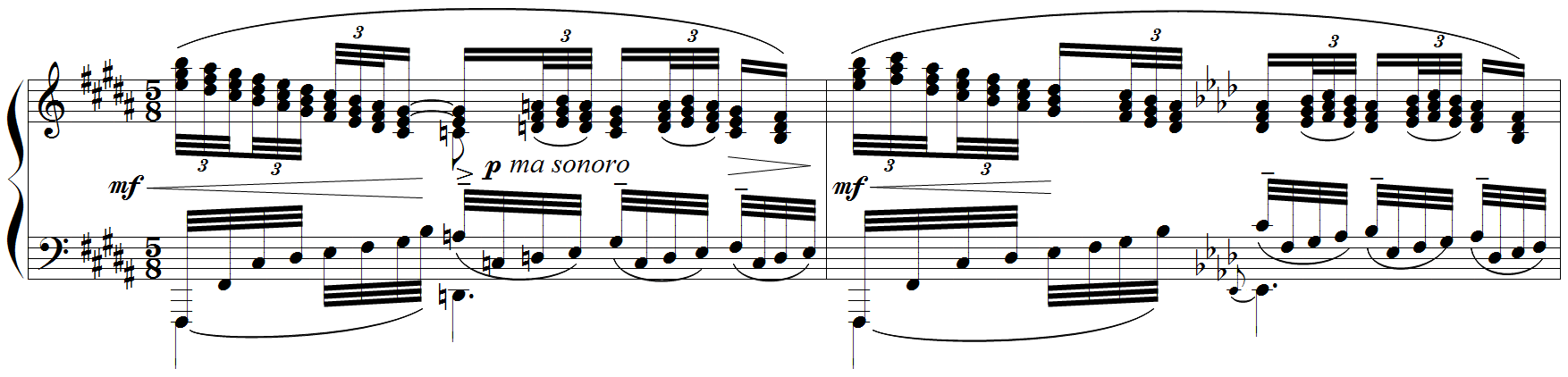
Этюд № 8, отрывок

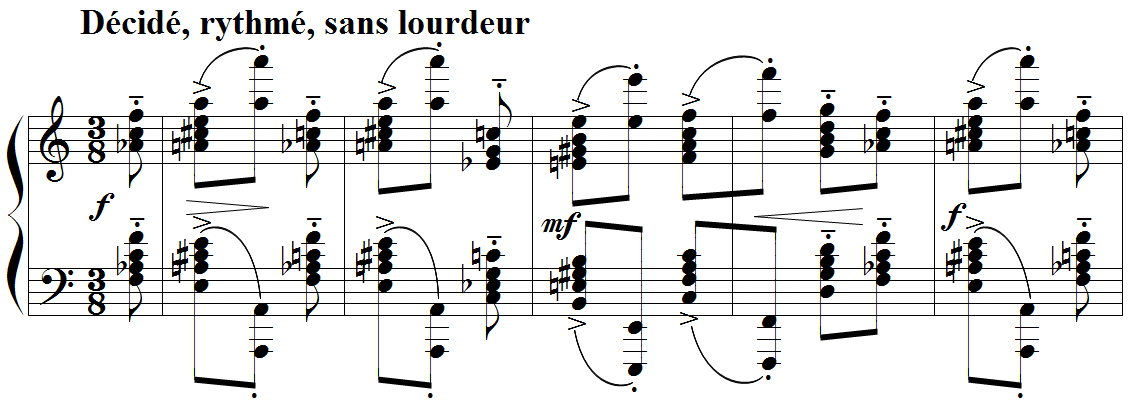
Этюд № 12, отрывок

Этюды (фр. Études), L. 136 ― цикл из двенадцати виртуозных пьес, написанный Клодом Дебюсси в 1915 году и посвящённый Фридерику Шопену. Первое исполнение состоялось 14 декабря 1916 года. Продолжительность цикла ― около часа.

## Список
Каждый из этюдов имеет название, соответствующее поставленным техническим задачам.

### Книга 1
1. Étude 1 pour les cinq doigts d’après Monsieur Czerny (пять пальцев, в стиле Черни)
2. Étude 2 pour les tierces (терции)
3. Étude 3 pour les quartes (кварты)
4. Étude 4 pour les sixtes (сексты)
5. Étude 5 pour les octaves (октавы)
6. Étude 6 pour les huit doigts (восемь пальцев)

### Книга 2
1. Étude 7 pour les degrés chromatiques (хроматические ступени)
2. Étude 8 pour les agréments (орнаментика)
3. Étude 9 pour les notes répétées (повторяющиеся ноты)
4. Étude 10 pour les sonorités opposées (противоположение звучностей)
5. Étude 11 pour les arpèges composés (арпеджио)
6. Étude 12 pour les accords (аккорды)